# Carl Henric Benckert
Carl Henric Benckert, född 9 maj 1850 i Luleå, död 21 januari 1900 i Göteborg, var en svensk läkare. Han var far till Henric Benckert.
Benckert blev student vid Uppsala universitet 1870, medicine kandidat 1875 och medicine licentiat 1879. Han blev stadsläkare i Falköpings stad samma år, var distriktsläkare i Värmdö distrikt 1879–1880, förste stadsläkare i Sundsvalls stad 1880–1894 som efterträdare till Adolf Fredric Christiernin, tillförordnad förste stadsläkare i Göteborgs stad 1893–1894 och ordinarie från 1894. Benckert är begraven på Sundsvalls Gustav Adolfs kyrkogård.